# Piereis
Piereis (in greco Πιερείς?) è un ex comune della Grecia nella periferia della Macedonia orientale e Tracia di 5.002 abitanti secondo i dati del censimento 2001.
È stato soppresso a seguito della riforma amministrativa detta Programma Callicrate in vigore dal gennaio 2011 ed è ora compreso nel comune di Pangaio.